# Robert Tarjan
Pour les articles homonymes, voir Tarjan.
Robert Endre Tarjan (né le 30 avril 1948 à Pomona en Californie) est un informaticien américain. Il a reçu le prix Turing pour ses apports très importants en  algorithmique et en théorie des graphes.

## Biographie
Robert Tarjan est né à Pomona en Californie, le 30 avril en 1948. Il a obtenu son doctorat (Ph. D.) à l'université Stanford en 1972 sous la direction de Robert W. Floyd.
En 2013, il est professeur en informatique à l'université de Princeton.

## Travaux
Tarjan s'est beaucoup intéressé aux structures de données et aux algorithmes en général. On lui doit notamment l'analyse de la structure Union-Find, des améliorations des algorithmes de flot (avec Danny Sleator), des travaux sur les arbres équilibrés et la recherche du plus petit ancêtre commun, l'invention avec Michael Fredman des tas de Fibonacci et les premiers résultats sur les algorithmes en ligne.

## Distinctions
En 1982, Robert Tarjan reçoit le premier prix Nevanlinna.
Il a reçu le prestigieux prix Turing avec John Hopcroft en 1986, pour leurs travaux sur la création et l'analyse de structures de données, et le prix Paris Kanellakis en 1999.